# Premio Naylor
El Premio Naylor y cátedra de Matemática Aplicada, es un premio de la Sociedad Matemática de Londres concede cada dos años en memoria del Dr. VD Naylor. Sólo las personas que residen en el Reino Unido son elegibles para el premio. El premio es otorgado por "... trabajar, y la influencia sobre, y las contribuciones a las matemáticas aplicadas y / o las aplicaciones de las matemáticas".

## Lista de ganadores
- 1977 James Lighthill
- 1979 Basil John Mason
- 1981 Hugh Christopher Longuet Higgins
- 1983 Michael James David Powelll
- 1985 I C Percival
- 1987 D S Jones
- 1989 J D Murray
- 1991 Roger Penrose
- 1993 Michael Berry
- 1995 John Macleod Ball
- 1997 Frank Kelly
- 1999 Stephen Hawking
- 2000 Athanassios Spyridon Fokas
- 2002 Mark Herbert Ainsworth Davi
- 2004 Richard Jozsa
- 2007 Michael Green
- 2009 Philip Maini
- 2011 John Bryce McLeod
- 2013 Lloyd N. Trefethen
- 2015 S. Jonathan Chapman
- 2017 John King